# فرد مایر (ژیمناست)
فرد مایر (انگلیسی: Fred Meyer; ۹ اوت ۱۹۱۰ – ۱ اکتبر ۱۹۹۶) ژیمناست هنری اهل ایالات متحده آمریکا بود.